# Алексієвка (Голишмановський міський округ)
Алексі́євка (рос. Алексеевка) — присілок у складі Голишмановського міського округу Тюменської області, Росія.
Населення — 74 особи (2010, 111 у 2002).
Національний склад станом на 2002 рік:
- росіяни — 93 %